# До новорічних свят (монета)
«До новорі́чних свят» — пам'ятна монета номіналом 5 гривень, випущена Національним банком України, присвячена новорічно-різдвяним святам — веселому, радісному періоду, що вирізняється своєю особливою обрядовістю, багатством фольклору, етнографічною самобутністю.
Монету введено в обіг 17 грудня 2018 року. Вона належить до серії «Інші монети».

## Опис монети та характеристики
| Номінал грн. | Метал      | Маса, г | Діаметр, мм | Якість виготовлення       | Гурт     | Тираж, штук                                        |
| ------------ | ---------- | ------- | ----------- | ------------------------- | -------- | -------------------------------------------------- |
| 5            | нейзильбер | 16,54   | 35,0        | спеціальний анциркулейтед | рифлений | 50 000 (у тому числі 25 000 у сувенірній упаковці) |

### Аверс
На аверсі монети на дзеркальному тлі розміщено напис «УКРАЇНА», під яким — малий Державний Герб України, у центрі — три ангели, ліворуч — рік карбування монети «2018», унизу — номінал «5 ГРИВЕНЬ», по колу — стилізоване зображення сніжинок та зірочок, праворуч — логотип Банкнотно-монетного двору Національного банку України.

### Реверс
На реверсі монети зображено кольорову різдвяну зірку (використано тамподрук) — один із символів народного обряду колядування, стародавній символ сонця, вогню і тепла. Навколо зірки напис: «З НОВИМ РОКОМ ТА РІЗДВОМ ХРИСТОВИМ!».

25000 монет із загального тиражу було випущено у буклетах
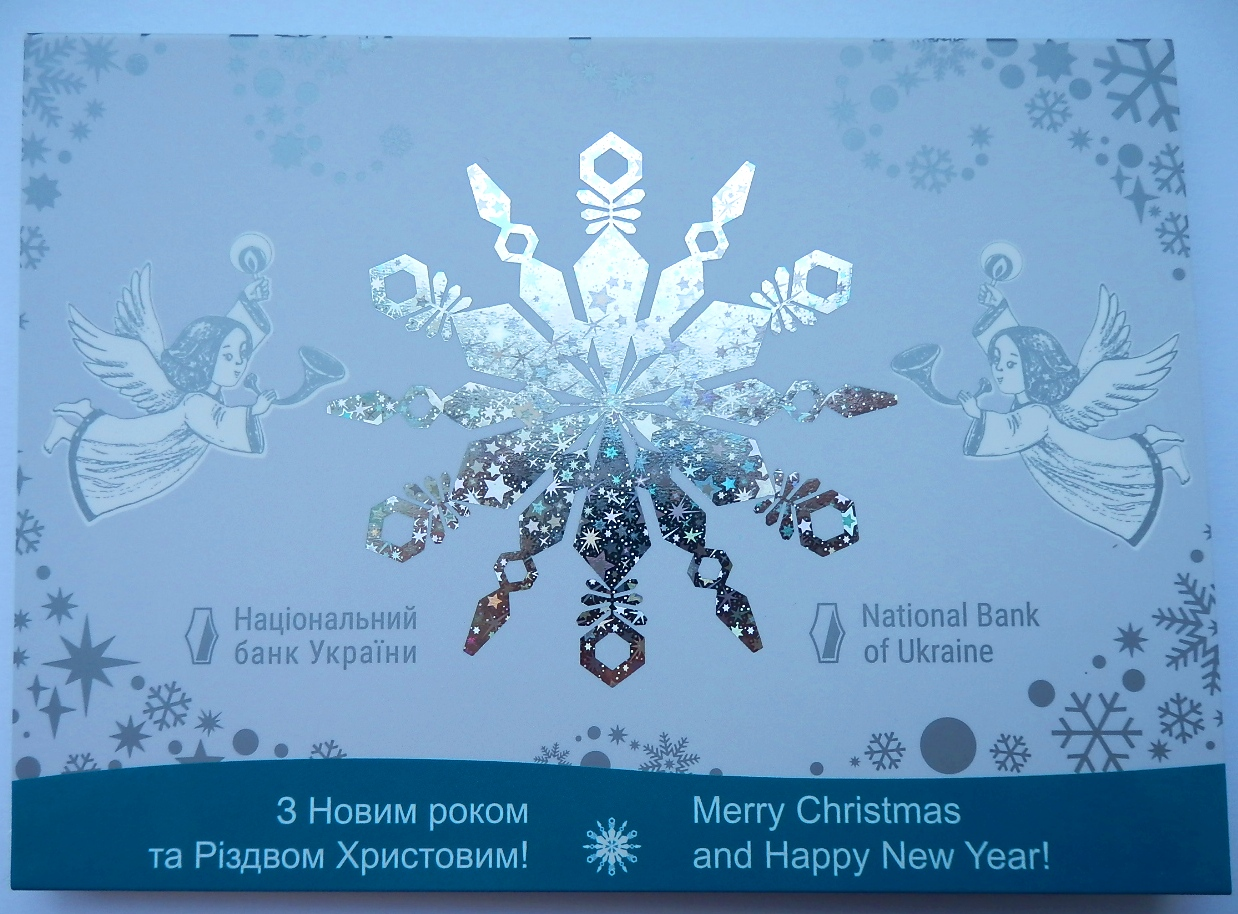
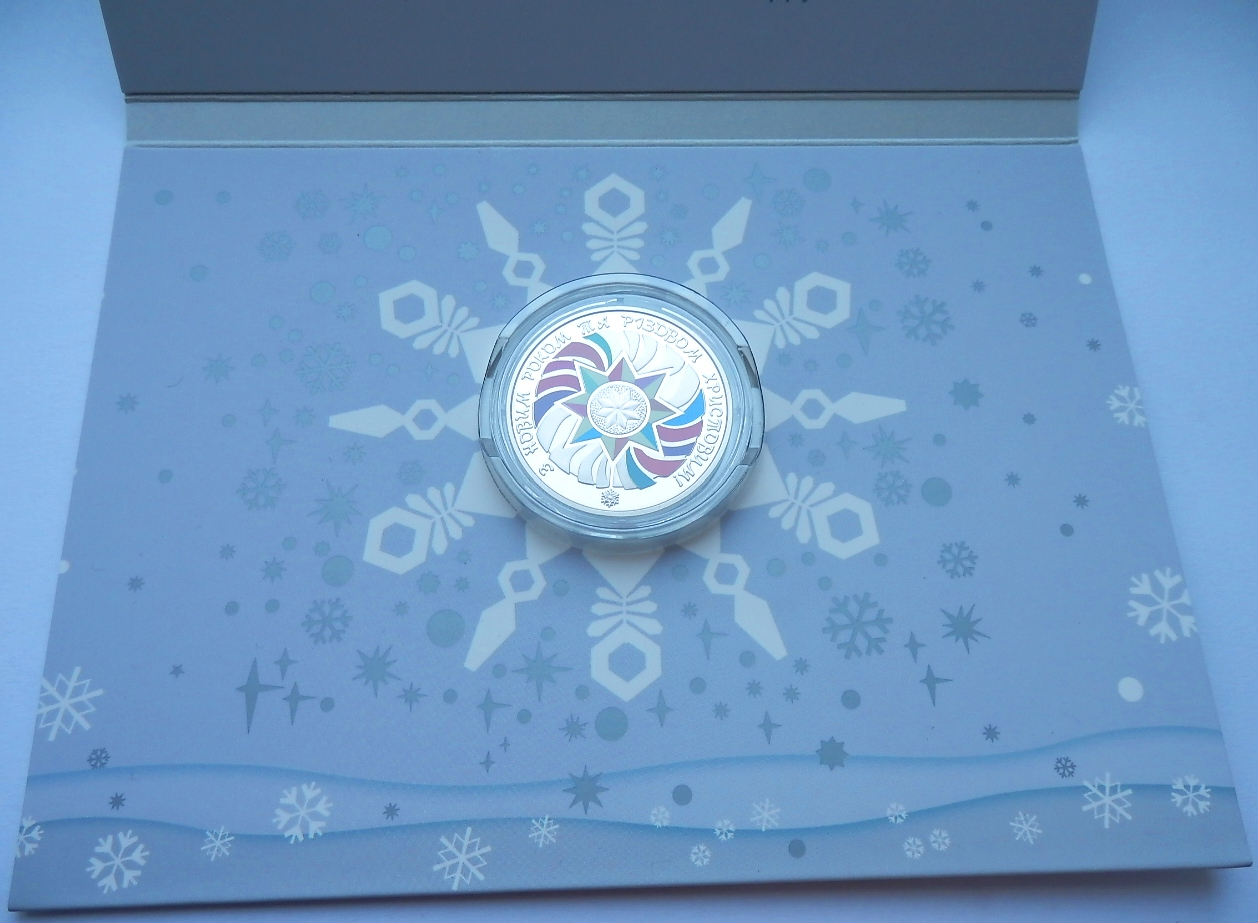
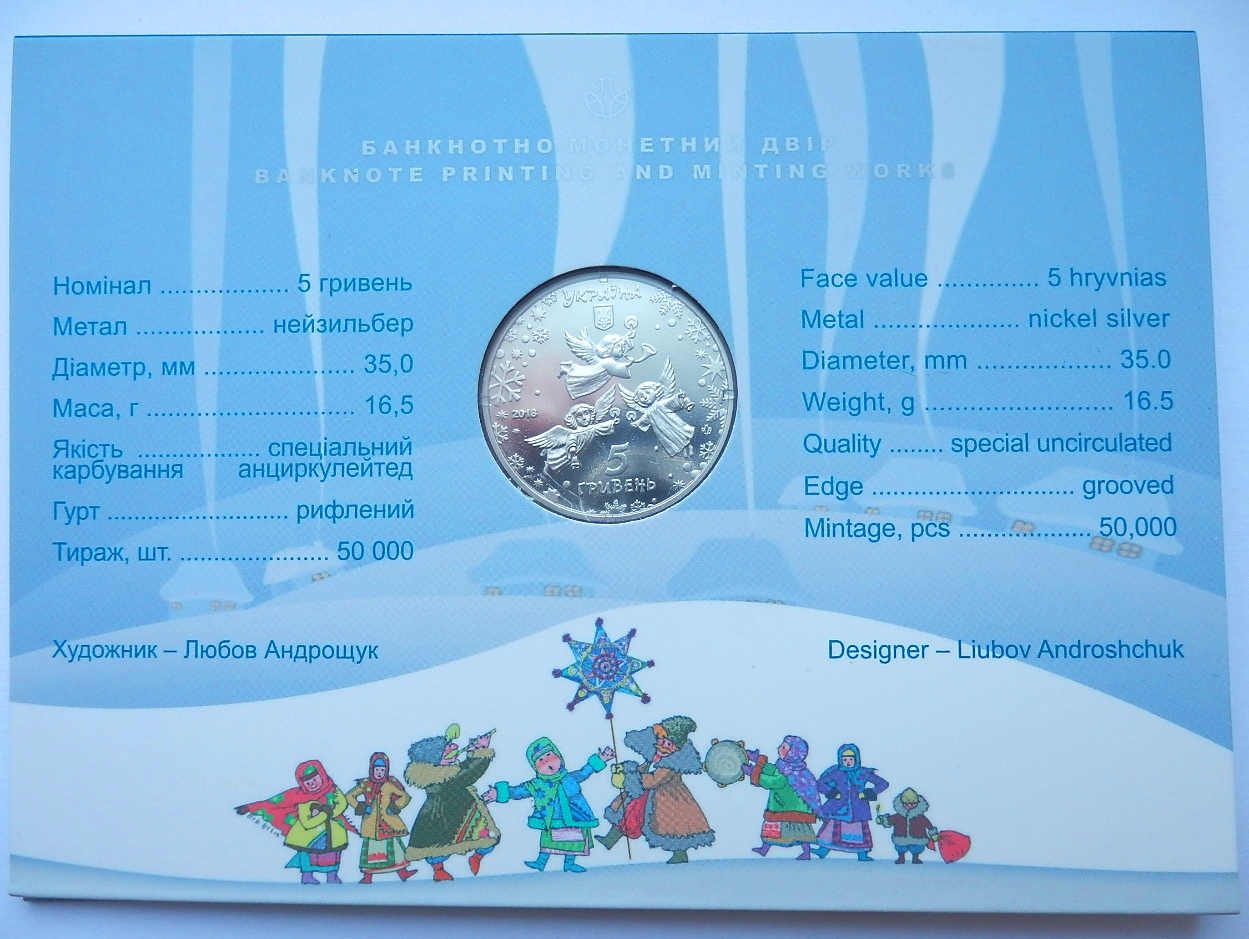

## Автори

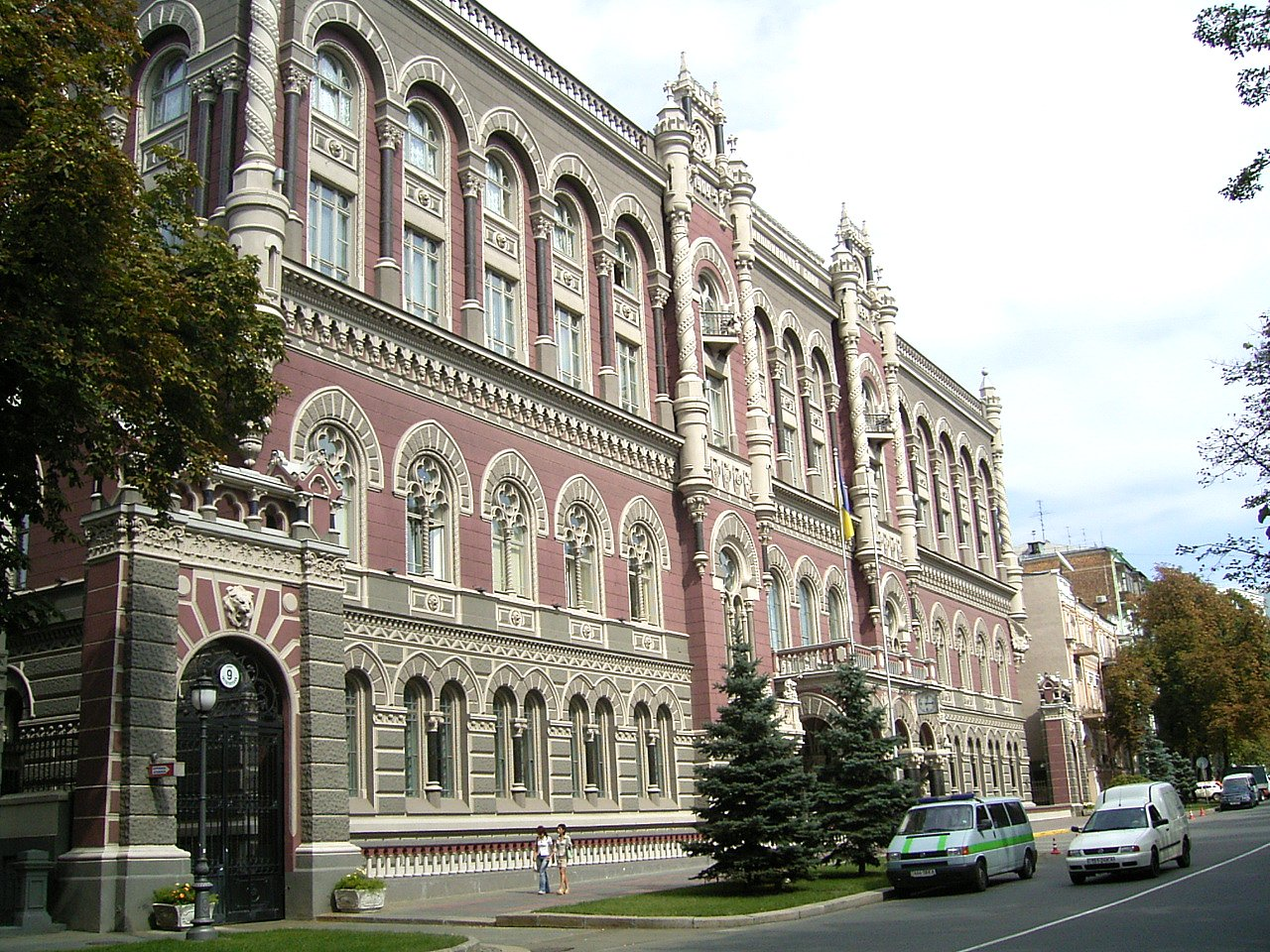
Будівля Національного банку України

- Художник — Андрощук Любов.
- Скульптор — Атаманчук Володимир.

## Вартість монети
Під час введення монети в обіг 2018 року, Національний банк України реалізовував монету через свої філії за ціною 61 гривня.
Фактична приблизна вартість монети, з роками змінювалася так:
| Рік        | 2019 | 2020 | 2021 | 2022 | 2023 | 2024 | 2025 |
| ---------- | ---- | ---- | ---- | ---- | ---- | ---- | ---- |
| Ціна, грн. | 110  | 140  | 180  | 200  | 360  | 760  | 750  |